# Žitište
Žitište (en serbe cyrillique : Житиште ; en roumain : Jitişte или Sângeorgiu de Bega, Jitişte ou Zitişte ; en allemand : Sankt Georgen an der Bega ; en hongrois : Bégaszentgyörgy) est une ville et une municipalité de Serbie situées dans la province autonome de Voïvodine. Elles font partie du district du Banat central. Au recensement de 2011, la ville comptait 2 898 habitants et la municipalité dont elle est le centre 16 786.
Le nom actuel de la ville provient d'un terme serbe, žito, qui signifie « le blé ». Son nom ancien était Begej Sveti Đurađ.

## Géographie
La ville de Žitište est située dans la région géographique du Banat, sur les bords du Begej, un affluent de la Tisa.
La municipalité de Žitište est entourée par le territoire de la Ville de Zrenajanin au sud, par les municipalités de Sečanj à l'est, Kikinda à l'ouest et, au nord, par la municipalité de Nova Crnja et par la frontière entre la Roumanie et la Serbie.

## Histoire
Une première localité du nom de Senđurađ a été fondée au XIVe siècle. En 1660-1666, Senđurađ est mentionné comme étant habité par des Serbes. Au début du XVIIIe siècle, la localité fut abandonnée et, en 1723, la région est encore mentionnée comme une lande inhabitée.
En 1724, des colons serbes et roumains, repeuplèrent la ville et lui donnèrent le nom de Begej Sveti Đurađ. En 1736-1737, elle comptait 27 foyers. À la suite de la guerre austro-turque de 1738-1742 et à cause d'une épidémie de peste, le nombre de ses habitants déclina et, en 1740, elle ne comptait plus que 18 foyers. En 1753, 1 000 Serbes de la Frontière, venant des régions de Pomorišje et de Potisje, ainsi que de la ville de Veliki Bečkerek (aujourd'hui Zrenjanin) vinrent s'installer à Begej Sveti Đurađ, et, la même année, la ville est décrite comme « habitée par des Serbes »[réf. nécessaire]. En 1758, Begej Sveti Đurađ comptait 45 foyers, et, en 1773, 182. Une église y fut construite en 1758, qui servait aussi d'école. En 1781, Begej Sveti Đurađ entra dans les possessions d'Isak Kiš, un riche marchand d'origine arménienne.
En 1800-1805, la localité fut transférée à un emplacement plus proche de la rivière Begej. Une partie de ses habitants serbes s'installèrent alors dans la province autrichienne de la Frontière militaire, tandis que des colons d'origine allemande vinrent les y remplacer. Begej Sveti Đurađ fut une municipalité jusqu'en 1877, époque à laquelle cette municipalité fut réunie à celle de Veliki Bečkerek. En 1880, la ville comptait 3 041 habitants, dont 1 983 étaient catholiques, 1 033 orthodoxes et 19 juifs. Selon le recensement de 1910, 1 454 habitants parlaient allemand, 1 034 serbe et 214 hongrois.
En 1931, la population de Begej Sveti Đurađ comprenait 1 318 habitants parlant allemand, 1 055 habitants parlant serbe ; 188 habitaient parlaient hongrois, 34 parlaient une langue slave autre que le serbe. En 1940, Begej Sveti Đurađ comptait 3 055 habitants, dont 1 642 chrétiens orthodoxes, 1 387 catholiques et 16 Juifs.
À la suite de la Seconde Guerre mondiale et de l'occupation de la région par les puissances de l'Axe, la population allemande prit la fuite ou fut expulsée. En 1947, 270 familles serbes originaires de la Bosanska Krajina vinrent s'installer à Begej Sveti Đurađ. La même année, le nom de la ville fut changé en celui de Žitište. En 1960, Žitište redevint le chef lieu d'une municipalité.

## Localités de la municipalité de Žitište

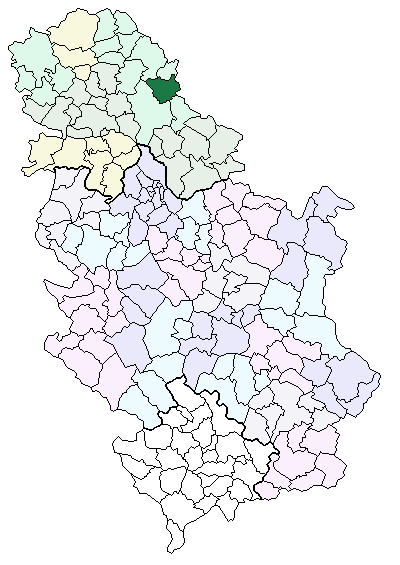
Localisation de la municipalité de Žitište en Serbie
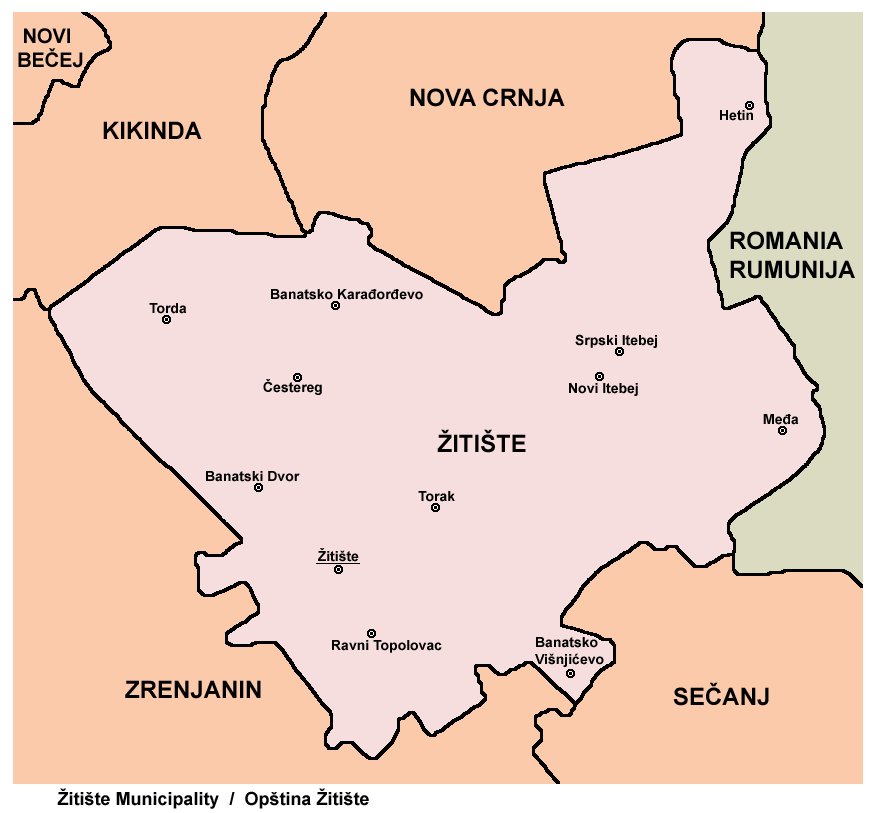
Localités de la municipalité de Žitište

La municipalité de Žitište compte 12 localités :
- Banatski Dvor
- Banatsko Višnjićevo
- Banatsko Karađorđevo
- Žitište
- Međa
- Novi Itebej
- Ravni Topolovac
- Srpski Itebej
- Torak
- Torda
- Hetin
- Čestereg

Žitište est officiellement classée parmi les « localités urbaines » (en serbe : градско насеље et gradsko naselje) ; toutes les autres localités sont considérées comme des « villages » (село/selo).

## Démographie

### Ville

#### Évolution historique de la population dans la ville
| 1948  | 1953  | 1961  | 1971  | 1981  | 1991  | 2002  | 2011  |
| ----- | ----- | ----- | ----- | ----- | ----- | ----- | ----- |
| 3 163 | 3 226 | 3 078 | 2 921 | 3 060 | 3 074 | 3 242 | 2 898 |

### Municipalité

#### Répartition de la population dans la municipalité (2002)
La population de la municipalité est relativement mêlée. Les localités de Žitište, Banatsko Višnjićevo, Banatsko Karađorđevo, Međa, Ravni Topolovac, Srpski Itebej et Čestereg possèdent une majorité de peuplement serbe. Novi Itebej, Torda et Hetin sont peuplés par une majorité de Hongrois. Le village de Torak (Begejci) est à majorité roumaine et Banatski Dvor possède une majorité relative de Serbes.

## Politique

### Élections locales de 2004
À la suite des élections locales de 2004, les sièges de l'assemblée municipale de Žitište se répartissaient de la manière suivante :
| Parti                                          | Sièges |
| ---------------------------------------------- | ------ |
| Parti radical serbe                            | 7      |
| Parti socialiste de Serbie                     | 5      |
| Alliance des Magyars de Voïvodine              | 4      |
| Parti démocratique                             | 3      |
| Liste « Pour une famille plus forte »          | 3      |
| Nouvelle Serbie - Mouvement serbe du renouveau | 3      |
| Parti démocratique de Serbie                   | 2      |
| Mouvement Force de la Serbie                   | 2      |
| G17 Plus                                       | 1      |
| Liste « Čestereg »                             | 1      |

### Élections locales de 2008
À la suite des élections locales serbes de 2008, les 31 sièges de l'assemblée municipale de Žitište se répartissaient de la manière suivante :
| Parti                                                                                    | Sièges |
| ---------------------------------------------------------------------------------------- | ------ |
| Pour une Voïvodine européenne                                                            | 9      |
| Parti radical serbe                                                                      | 6      |
| Parti démocratique de serbie                                                             | 4      |
| Parti socialiste de Serbie - Parti des retraités unis de Serbie - Serbie unie            | 3      |
| Ensemble pour la Voïvodine                                                               | 3      |
| Liste « Ko gradi više, ko gradi bolje » - Nouvelle Serbie - Mouvement serbe du renouveau | 3      |
| Coalition hongroise                                                                      | 3      |

Dragan Milenković, membre du Parti démocratique du président Boris Tadić, qui conduisait la liste Pour une Voïvodine européenne, variante locale de la coalition Pour une Serbie européenne soutenue par Tadić, a été élu président (maire) de la municipalité. Jonel Filip, qui figurait sur la même liste, a été élu président de l'assemblée municipale,.

## Tourisme

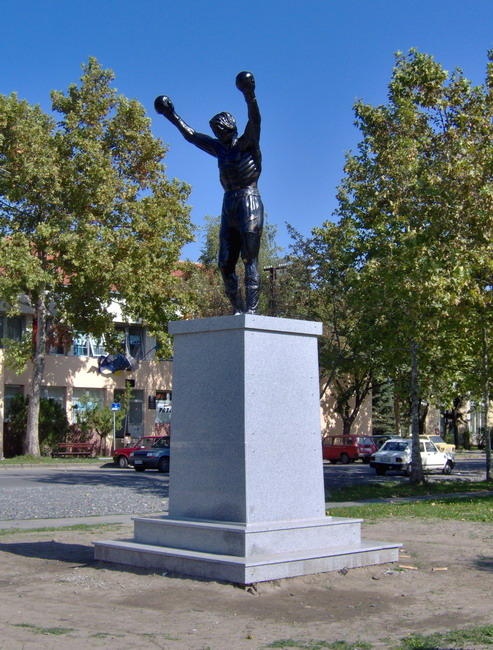
La statue de Rocky Balboa à Žitište

Le maire de la commune a fait installer dans le village une statue de Rocky Balboa.